# Sriram Balaji
Sriram Balaji (Coimbatore, 18 marzo 1990) è un tennista indiano.
Ha ottenuto i migliori risultati in doppio, specialità in cui ha disputato una finale nel circuito ATP, ha vinto diversi titoli nei circuiti Challenger e si è spinto fino al 60º posto del ranking ATP nel marzo 2025. Ha esordito nella squadra indiana di Coppa Davis nel 2017. In singolare ha vinto solo tornei ITF e nel circuito maggiore ha vinto solo un incontro in Coppa Davis.

## Carriera

### 2006-2011, inizi e primi titoli ITF
Fa il suo esordio tra i professionisti in singolare al torneo ITF India F1 del 2006. L'anno successivo gioca per la prima volta nel circuito ITF in doppio e al quarto torneo disputato raggiunge la finale all'India F6. Inizia a giocare con continuità nel 2009 e ad aprile alza il primo trofeo da professionista imponendosi in doppio all'India F3 in coppia con Ashutosh Singh. Nel 2010 raggiunge per la prima volta una semifinale Challenger nel torneo di doppio a Marburgo. Quell'anno vince un altro titolo ITF in doppio e uno anche nel 2011.

### 2012-2016, prima finale Challenger, debutto nel circuito ATP e top 200
Il primo titolo in singolare arriva nel maggio 2012 all'India F6, dove supera in finale Joss Espasandin. Ad agosto perde la sua prima semifinale Challenger in singolare a Samarcanda contro Farrukh Dustov. Quello stesso anno entra per la prima volta nel tabellone principale di doppio di un torneo ATP a Chennai ed esce al primo turno. Sempre a Chennai, all'inizio della stagione 2014 vince il primo incontro nel circuito ATP in coppia con Ramkumar Ramanathan ed escono di scena nei quarti di finale. A febbraio disputa la prima finale Challenger al torneo di doppio del Reddy Memorial, gioca in coppia con Blaž Rola e vengono sconfitti da Yuki Bhambri / Michael Venus. Il mese dopo entra per la prima volta nella top 200 del ranking di specialità.

### 2017, esordio in Coppa Davis, primi titoli Challenger e 132º nel ranking
Nell'aprile 2017 debutta con un successo in doppio nella squadra indiana di Coppa Davis in occasione della sfida vinta 4-1 contro l'Uzbekistan. Continua a raccogliere successi nei tornei ITF e - dopo averne vinti 9 in singolare e 43 in doppio - a giugno si aggiudica il primo Challenger in doppio a Fergana, battendo in finale in coppia con il connazionale Vishnu Vardhan i giapponesi Yuya Kibi / Shuichi Sekiguchi. Nei mesi successivi la coppia indiana si impone anche nei Challenger di Chengdu e Shenzhen e ad agosto Balaji porta il best ranking di doppio al 132º posto. Sempre nel 2017 disputa per la prima volta 6 finali ITF in singolare nella stessa stagione, ne vince due e a giugno raggiunge il suo best ranking in carriera al 287º posto mondiale.

### 2018-2022, prima semifinale ATP, entrata e uscita nella top 100

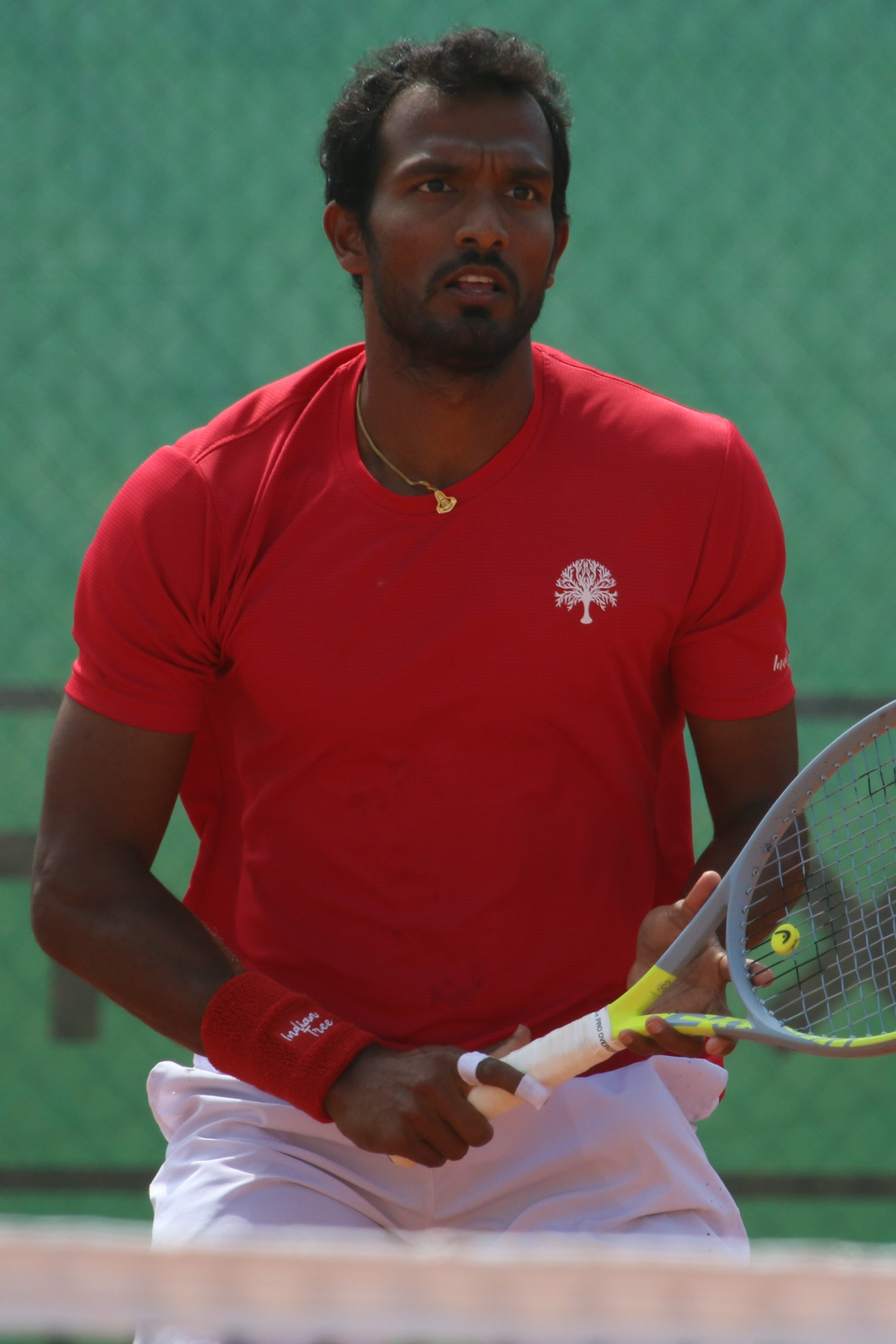
Balaji agli Internationaux de Tennis de Blois 2022

Nell'aprile 2018 disputa in singolare il suo secondo incontro di Coppa Davis e raccoglie solo 4 giochi contro Peđa Krstin a risultato già acquisito dalla Serbia. Nella prima parte della stagione vince altri due Challenger in doppio. Alla sua prima esperienza in una prova del Grande Slam, supera le qualificazioni al torneo di Wimbledon con Vardhan e si spingono fino al secondo turno con il successo su Marcus Daniell / Wesley Koolhof. A luglio entra per la prima volta nella top 100 e vi resta per 3 settimane. A settembre vince il suo terzo incontro nel circuito maggiore in carriera giocando con Rohan Bopanna al Chengdu Open. Tra il 2019 e il 2021 raggiunge altre due volte i quarti di finale in tornei ATP e vince due tornei Challenger, nell'agosto 2021 scende alla 185ª posizione del ranking. All'inizio del 2022 disputa la prima semifinale in un torneo ATP a Pune assieme a Vishnu Vardhan, e perdono in due set contro John-Patrick Smith / Luke Saville. A giugno vince due Challenger consecutivi a Bratislava e a Blois con Jeevan Nedunchezhiyan e si riporta a ridosso della top 100.

### 2023, prima finale ATP e 71º nel ranking
Sempre con Nedunchezhiyan disputa a Pune nel gennaio 2023 la prima finale ATP in carriera e perdono per 4-6, 4-6 contro Sander Gillé / Joran Vliegen. Rientra nella top 100 raggiungendo il secondo turno agli Australian Open grazie al successo sulle teste di serie nº 5 Ivan Dodig / Austin Krajicek. Nel periodo successivo la coppia indiana consegue altri risultati importanti nel circuito maggiore spingendosi fino alla semifinale a Marsiglia, nei quarti a Santiago e di nuovo in semifinale a Marrakech. A maggio perdono la finale al Challenger di Skopje e Balaji porta il best ranking all'84ª posizione mondiale. Escono di scena al primo turno al Roland Garros, dove Balaji fa il suo esordio, e a Wimbledon. A settembre perde le finali Challenger di Manacor in coppia con Ramkumar Ramanathan e di Siviglia con Fernando Romboli. A fine stagione gioca con Andre Begemann e vincono i Challenger 125 di Bratislava ed Helsinki e il Challenger 75 di Ismaning, risultati che gli garantiscono il 71º posto mondiale.

### 2024, terzo turno al Roland Garros e 61º nel ranking
Inizia la stagione con Begemann senza ottenere risultati di rilievo e scendono nel ranking. Si riprendono arrivando in semifinale all'ATP degli U.S. Men's Clay Court Championships, persa contro Max Purcell / Jordan Thompson. A maggio vincono il Challenger 175 di Cagliari con il successo in finale su Boris Arias / Federico Zeballos. Raggiunge per la prima volta il terzo turno in una prova del Grande Slam al Roland Garros giocando con Miguel Ángel Reyes Varela e porta il miglior ranking alla 67ª posizione mondiale. La settimana successiva sale alla 62ª dopo aver perso assieme a Begemann la finale al Challenger 125 di Perugia.
In coppia con Rohan Bopanna esce al primo turno al suo esordio olimpico ai Giochi di Parigi. Perde le finali anche ai Challenger 125 del Santo Domingo Open e del Bad Waltersdorf Open, al termine del quale porta il miglior ranking alla 61ª posizione. Si spinge fino alle semifinali all'ATP 250 dell'Almaty Open. A fine stagione vince gli Internazionali di Rovereto assieme a Rithvik Choudary Bollipalli.

### 2025, semifinale ad Acapulco e 60º nel ranking
Il primo risultato stagionale di rilievo è la semifinale raggiunta a febbraio con Miguel Ángel Reyes Varela all'Abierto Mexicano de Tenis, e il mese successivo sale al 60º posto mondiale. Torna a giocare nei Challenger e perde la finale al Macedonian Open, mentre esce al secondo turno al Roland Garros e a Wimbledon. Ad agosto perde la finale al Challenger 125 del Sumter Open in coppia con Bollipalli.

## Statistiche
Aggiornate al 17 agosto 2025.

### Doppio

#### Finali perse (1)
| Legenda doppio            |
| Grande Slam (0)           |
| ATP World Tour Finals (0) |
| ATP Masters 1000 (0)      |
| ATP World Tour 500 (0)    |
| ATP World Tour 250 (1)    |

| N. | Data           | Torneo                 | Superficie | Compagno              | Avversari in finale        | Punteggio |
| 1. | 6 gennaio 2023 | Maharashtra Open, Pune | Cemento    | Jeevan Nedunchezhiyan | Sander Gillé Joran Vliegen | 4-6, 4-6  |

### Tornei minori

#### Singolare

##### Vittorie (9)
| Legenda        |
| Challenger (0) |
| Futures (9)    |

##### Finali perse (14)
| Legenda        |
| Challenger (0) |
| Futures (14)   |

#### Doppio

##### Vittorie (57)
| Legenda         |
| Challenger (14) |
| Futures (43)    |

| N.  | Data              | Torneo                                   | Superficie    | Compagno                    | Avversari in finale                          | Punteggio           |
| 1.  | 24 giugno 2017    | Fergana Challenger, Fergana              | Cemento       | Vishnu Vardhan              | Yuya Kibi Shuichi Sekiguchi                  | 6-3, 6-3            |
| 2.  | 5 agosto 2017     | Chengdu Challenger, Chengdu              | Cemento       | Vishnu Vardhan              | Hsieh Cheng-peng Peng Hsien-yin              | 6-3, 6-4            |
| 3.  | 4 novembre 2017   | Shenzhen Longhua Open, Shenzhen          | Cemento       | Vishnu Vardhan              | Austin Krajicek Jackson Withrow              | 7-6(3), 7-6(3)      |
| 4.  | 16 febbraio 2018  | Chennai Open Challenger, Chennai         | Cemento       | Vishnu Vardhan              | Cem İlkel Danilo Petrović                    | 7-6(5), 5-7, [10-5] |
| 5.  | 18 maggio 2018    | Samarkand Challenger, Samarcanda         | Terra         | Vishnu Vardhan              | Michail Elgin Denis Istomin                  | w/o                 |
| 6.  | 13 aprile 2019    | Santaizi ATP Challenger, Taipei          | Cemento (i)   | Jonathan Erlich             | Sander Arends Tristan-Samuel Weissborn       | 6-3, 6-2            |
| 7.  | 11 settembre 2021 | Cassis Open Provence, Cassis             | Cemento       | Ramkumar Ramanathan         | Hans Hach Verdugo Miguel Ángel Reyes Varela  | 6-4, 3-6, [10-6]    |
| 8.  | 11 giugno 2022    | Bratislava Open, Bratislava              | Terra         | Jeevan Nedunchezhiyan       | Vladyslav Manafov Oleg Prihodko              | 7-6(6), 6-4         |
| 9.  | 18 giugno 2022    | Internationaux de Tennis de Blois, Blois | Terra         | Jeevan Nedunchezhiyan       | Romain Arneodo Jonathan Eysseric             | 6-4, 6(3)-7, [10-7] |
| 10. | 8 ottobre 2023    | Slovak Open, Bratislava                  | Cemento (i)   | Andre Begemann              | Andrej Golubev Denys Molčanov                | 6-3, 5-7, [10-8]    |
| 11. | 4 novembre 2023   | Ismaning Challenger, Ismaning            | Sintetico (i) | Andre Begemann              | Constantin Frantzen Hendrik Jebens           | 7-6(4), 6-4         |
| 12. | 11 novembre 2023  | Tali Open, Helsinki                      | Cemento (i)   | Andre Begemann              | Jeevan Nedunchezhiyan Vijay Sundar Prashanth | 6-2, 7-5            |
| 13. | 4 maggio 2024     | Sardegna Open, Cagliari                  | Terra rossa   | Andre Begemann              | Boris Arias Federico Zeballos                | 6-4, 6(3)-7, [10-6] |
| 14. | 23 novembre 2024  | Internazionali di Rovereto, Rovereto     | Cemento (i)   | Rithvik Choudary Bollipalli | Théo Arribagé Francisco Cabral               | 6-3, 2-6, [12-10]   |

##### Finali perse (41)
| Legenda         |
| Challenger (16) |
| Futures (25)    |

| N.  | Data              | Torneo                                              | Superficie   | Compagno                    | Avversari in finale                     | Punteggio            |
| 1.  | 8 febbraio 2014   | P.L. Reddy Memorial Challenger, Chennai             | Cemento      | Blaž Rola                   | Yuki Bhambri Michael Venus              | 4-6, 6(3)-7          |
| 2.  | 15 luglio 2017    | Båstad Challenger, Båstad                           | Terra        | Vijay Sundar Prashanth      | Tuna Altuna Václav Šafránek             | 1-6, 4-6             |
| 3.  | 11 agosto 2017    | Jinan International Open, Jinan                     | Cemento      | Vishnu Vardhan              | Hsieh Cheng-peng Peng Hsien-yin         | 6-4, 4-6, [4-10]     |
| 4.  | 13 luglio 2018    | Braunschweig Open, Braunschweig                     | Terra        | Vishnu Vardhan              | Santiago González Wesley Koolhof        | 3-6, 3-6             |
| 5.  | 3 novembre 2018   | Shenzhen Longhua Open, Shenzhen                     | Cemento      | Jeevan Nedunchezhiyan       | Hsieh Cheng-peng Christopher Rungkat    | 4-6, 2-6             |
| 6.  | 23 marzo 2019     | International Challenger Zhangjiagang, Zhangjiagang | Cemento      | Hans Hach Verdugo           | Max Purcell Luke Saville                | 2-6, 6(5)-7          |
| 7.  | 12 settembre 2020 | Czech Open, Prostějov                               | Terra        | Divij Sharan                | Zdeněk Kolář Lukáš Rosol                | 2-6, 6-2, [6-10]     |
| 8.  | 27 maggio 2023    | Macedonian Open, Skopje                             | Terra rossa  | Jeevan Nedunchezhiyan       | Petr Nouza Andrew Paulson               | 6(5)-7, 3-6          |
| 9.  | 2 settembre 2023  | Rafa Nadal Open, Manacor                            | Cemento      | Ramkumar Ramanathan         | Daniel Cukierman Joshua Paris           | 4-6, 4-6             |
| 10. | 9 settembre 2023  | Copa Sevilla, Siviglia                              | Terra gialla | Fernando Romboli            | Alberto Barroso Campos Pedro Martínez   | 6-3, 6(5)-7, [9-11]  |
| 11. | 15 giugno 2024    | Internazionali Città di Perugia, Perugia            | Terra rossa  | Andre Begemann              | Guido Andreozzi                         | 4-6, 5-7             |
| 12. | 13 luglio 2024    | Braunschweig Open, Braunschweig                     | Terra rossa  | Gonzalo Escobar             | Sander Arends Robin Haase               | 6-4, 4-6, [8-10]     |
| 13. | 17 agosto 2024    | Santo Domingo Open, Santo Domingo                   | Terra rossa  | Fernando Romboli            | Diego Hidalgo Miguel Ángel Reyes Varela | 7-6(2), 4-6, [16-18] |
| 14. | 21 settembre 2024 | Bad Waltersdorf Open, Bad Waltersdorf               | Terra rossa  | Guido Andreozzi             | Petr Nouza Patrik Rikl                  | 4-6, 6-4, [5-10]     |
| 15. | 24 maggio 2025    | Macedonian Open, Skopje                             | Terra rossa  | Miguel Ángel Reyes-Varela   | Andrew Paulson Michael Vrbenský         | 6-2, 4-6, [6-10]     |
| 16. | 17 agosto 2025    | Sumter Open, Sumter                                 | Cemento      | Rithvik Choudary Bollipalli | Ryan Seggerman Patrik Trhac             | 4-6, 6(3)-7          |